# Minturn (Arkansas)
Pour les articles homonymes, voir Minturn.
Minturn est une ville située dans le comté de Lawrence, dans l’État de l’Arkansas, aux États-Unis. Lors du recensement de 2000, sa population s’élevait à 114 habitants.

## Démographie
| 1880 | 1910 | 1920 | 1930 | 1940 | 1950 |
| ---- | ---- | ---- | ---- | ---- | ---- |
| 49   | 251  | 278  | 189  | 133  | 138  |

| 1960 | 1970 | 1980 | 1990 | 2000 | 2010 |
| ---- | ---- | ---- | ---- | ---- | ---- |
| 61   | 97   | 169  | 124  | 114  | 109  |

## Source
- (en) Cet article est partiellement ou en totalité issu de l’article de Wikipédia en anglais intitulé « Minturn, Arkansas » (voir la liste des auteurs).